# 분열 (2007년 영화)
《분열》(영어: Fracture) 혹은 프랙처는 2007년 미국과 독일 합작 법정 범죄 심리 스릴러 영화로, 아내 상해로 기소된 한 남자와 지방 검사보의 이야기를 다룬다. 그레고리 호블릿 감독이 연출했으며, 앤서니 홉킨스, 라이언 고슬링이 각각 주인공 테드와 윌리를 연기하고, 로저먼드 파이크, 데이비드 스트러세언 등이 조연으로 출연한다.

## 출연
- 앤서니 홉킨스 - 시어도어 "테드" 크로퍼드 역
- 라이언 고슬링 - 윌리엄 "윌리" 비첨 역
- 데이비드 스트러세언 - 조 로브루토 지방 검사 역
- 로저먼드 파이크 - 니키 가드너 역
- 엠베스 데이비츠 - 제니퍼 크로퍼드 역
- 빌리 버크 - 롭 너널리 경위 역
- 클리프 커티스 - 플로레스 형사
- 피오나 쇼 - 로빈슨 판사 역
- 밥 건턴 - 프랭크 가드너 판사 역
- 잰더 버클리 - 머랜 판사 역
- 알라 코로트 - 러시아어 통역가 역
- 톰 버튜 - 애플리 변호사 역
- 조시 스탬버그 - 노먼 역
- 조이 커잰 - 모나 역